# 野上修
野上 修（のがみ おさむ、1974年4月4日 - ）は、日本の野球選手（内野手）、野球指導者。シドニー五輪代表。

## 人物・来歴
小学校3年の時に地元のソフトボールクラブに入り、その後野球に転向した。大宮中学校から水戸商に進み、2年夏には遊撃手のレギュラーを務めて茨城大会準決勝で竜ヶ崎一高に1点差で惜敗。秋からは主将を務め、関東大会で準優勝して3年春の第64回選抜高等学校野球大会に出場し、初戦で自らの送球が走者に当たる不運もあって和歌山県の南部高に1対2で敗れた。3年夏の県大会は準々決勝で常総学院に敗れている。
高校卒業後は明治大学に進み、同級生に橿渕聡や筒井壮がいた。3年春からレギュラー遊撃手となり、同季の六大学リーグ戦でリーグ3位の打率.367を記録してベストナインを獲得。続く秋季リーグ戦でもリーグ3位の打率.390となり、満票でベストナインに選ばれた。4年春にも3季連続でベストナインを受賞し、この間にチームは1995年と1996年の秋季リーグ戦および神宮大会で優勝している。
大学の同期・鷲北剛捕手とともに1997年に日本生命に入社し、1年目から二塁手のレギュラーを獲得。同年の都市対抗では決勝戦でスクイズを成功させるなどの活躍で優勝に貢献し、優秀選手に選ばれた。入社当初は打撃が課題とされて夜遅くまでティーバッティングに取り組み、2年目の1998年には2番・二塁手としてチームの中心を担うようになった。同年秋には十河章浩の負傷で遊撃手にコンバートされ、日本選手権では新日鐵名古屋との1回戦で本塁打を放って優秀選手に選ばれ、チームも準優勝している。
アマ球界屈指の守備力が評価され、2000年にはシドニー五輪代表に選ばれた。2004年は守備固めなどとしての起用が多く、同年末に現役引退と守備コーチ就任を打診されてこれを受諾。2006年までコーチを務めた。